# Geranium dregei
Geranium dregei är en näveväxtart som beskrevs av Olive Mary Hilliard och Brian Laurence Burtt. Geranium dregei ingår i släktet nävor, och familjen näveväxter. Inga underarter finns listade i Catalogue of Life.